# Denkmalpflege in Baden-Württemberg
Das Nachrichtenblatt Denkmalpflege in Baden-Württemberg ist eine kostenlos erscheinende Fachzeitschrift des Landesamtes für Denkmalpflege Baden-Württemberg mit Artikeln aus den Bereichen Bau- und Kunstdenkmalpflege, Archäologische Denkmalpflege sowie der Restaurierung.

## Geschichte
Die abgeschlossene Vorgängerzeitschrift wurde von 1958 bis 1970 unter dem Titel Nachrichtenblatt der Denkmalpflege in Baden-Württemberg – Organ der Staatlichen Ämter für Denkmalpflege vom damaligen Kultusministerium Baden-Württemberg herausgegeben. Diese fasste zuvor bestehende Einzelpublikationen, wie das Nachrichtenblatt der öffentlichen Kultur- und Heimatpflege im Regierungsbezirk Südbaden, zusammen.
Die Zeitschrift erscheint seit dem Jahr 1972 vierteljährlich, aktuell in einer Auflage von 30.000 Exemplaren. Herausgeber ist der amtierende Leiter des Landesamts für Denkmalpflege. Seit 1990 liegt der Zeitschrift die Beilage Denkmalstimme der Denkmalstiftung Baden-Württemberg mit Berichten über die Tätigkeit der Stiftung bei.
Im April 2014 wurde die Zeitschrift auf dem Portal der UB Heidelberg eingerichtet und ist dort im open access verfügbar. Über dieses Online-Archiv sind alle Ausgaben seit 1958 im Volltext kostenfrei abrufbar.

## Themen
Alle Artikel beziehen sich in der Regel auf das Bundesland Baden-Württemberg. Neben Aufsätzen zu Denkmälern in Sachgesamtheit, einzelnen Bau- und Kunstdenkmalen, Kleindenkmälern sowie Bodendenkmälern werden in Artikeln insbesondere Ausstellungen, denkmalpflegerische, restauratorische und archäologische Methoden dargestellt. Im hinteren Teil der Zeitschrift finden sich Buchrezensionen, Publikations- und Ausstellungshinweise sowie Personalien der Denkmalpflege. Im ersten Heft jedes Jahrgangs liegt ein Jahresinhaltsverzeichnis des Vorjahres bei.